# Saint-Mard, Aisne
Saint-Mard är en kommun i departementet Aisne i regionen Hauts-de-France i norra Frankrike. Kommunen ligger  i kantonen Braine som ligger i arrondissementet Soissons. År 2022 hade Saint-Mard 116 invånare.

## Befolkningsutveckling
Antalet invånare i kommunen Saint-Mard
Referens: INSEE